# Крал на ринга (2001)
Крал на ринга (2001) (на английски: King of the Ring) е деветото годишно pay-per-view събитие от поредицата Крал на ринга, продуцирано от Световната федерация по кеч (WWF). Събитието се провежда на 24 юни 2001 г. в Ийст Ръдърфорд, Ню Джърси.

## Обща информация
Основното събитие е мач тройна заплаха за Титлата на WWF. Ледения Стив Остин побеждава Крис Беноа и Крис Джерико, за да запази титлата. Ъндъркарда включва турнира Крал на ринга, спечелен от Острието.
Другите мачове включват уличен бой между Кърт Енгъл и Шейн Макмеън, мач за Титлата в леко-тежка категория на WWF между шампиона Джеф Харди и претендента Екс Пак и мач за Световните отборни титли на WWF между шампионите Дъдли бойз (Бъба Рей Дъдли и Дивон Дъдли) и отборът на Кейн и Спайк Дъдли.

## Резултати
| №                                         | Резултати                                                             | Правила                                                   | Време |
| ----------------------------------------- | --------------------------------------------------------------------- | --------------------------------------------------------- | ----- |
| 1                                         | Кърт Енгъл побеждава Крисчън                                          | Полуфинал за Крал на ринга                                | 8:17  |
| 2                                         | Острието поб. Райно                                                   | Полуфинал за Крал на ринга                                | 8:52  |
| 3                                         | Дъдли бойз (Бъба Рей Дъдли и Дивон Дъдли) (ш) поб. Кейн и Спайк Дъдли | Отборен мач за Световните отборни титли на WWF            | 8:52  |
| 4                                         | Острието поб. Кърт Енгъл                                              | Финал за Крал на ринга                                    | 10:21 |
| 5                                         | Джеф Харди (ш) поб. Екс Пак                                           | Индивидуален мач за Титлата в леко-тежка категория на WWF | 7:11  |
| 6                                         | Кърт Енгъл поб. Шейн Макмеън                                          | Уличен бой                                                | 26:00 |
| 7                                         | Ледения Стив Остин (ш) поб. Крис Беноа и Крис Джерико                 | Мач Тройна заплаха за Титлата на WWF                      | 27:52 |
| - (ш) – указва шампиона/шампионите в мача |                                                                       |                                                           |       |